# Marcionílio Souza
Marcionílio Souza là một đô thị thuộc bang Bahia, Brasil. Đô thị này có diện tích 1162,138 km², dân số năm 2007 là 10688 người, mật độ 9,2 người/km².